# The Stranger (2022)
The Stranger (vormals The Unknown Man) ist ein Kriminalfilm von Thomas M. Wright, der im Mai 2022 bei den Filmfestspielen in Cannes seine Premiere feierte und im Oktober 2022 in das Programm von Netflix aufgenommen wurde.

## Handlung
Nachdem sich Paul und Henry zufällig in einem Fernbus auf dem Weg nach Westaustralien kennenlernen und sich auf Anhieb gut verstehen, helfen sie einander. Henry hilft Paul, der seine Heimat Queensland in aller Eile verlassen musste, beim Kauf eines Gebrauchtwagens, und Paul wiederum stellt Henry einen Job bei dessen Bekannten Mark in Aussicht. Mark ist Mitglied eines Verbrechersyndikats, das unter anderem damit Geld verdient, seinen Kunden illegal neue Identitäten zu beschaffen. Mark lässt Henry ein paar Botengänge erledigen und sie verbringen im Folgenden viel Zeit miteinander, wodurch sich beide Männer auch privat besser kennenlernen. Henry ahnt nicht, dass Mark ein Verdeckter Ermittler ist und in Wahrheit versucht, ein Geständnis von ihm für einen von diesem angeblich begangenen Mord zu bekommen.

## Der FallDaniel Morcombe
Der Film ist von dem wahren Fall der Entführung und Ermordung des 13-jährigen Daniel Morcombe inspiriert. Der Junge hatte am 7. Dezember 2003 sein Elternhaus in Palmwoods an der Sunshine Coast im Südwesten von Queensland verlassen, um im benachbarten Woombye einen Linienbus zu nehmen. Als Daniel am späten Nachmittag nicht zurückgekehrt war, begannen seine Eltern selbst mit der Suche nach ihm und meldeten ihren Sohn am frühen Abend bei der örtlichen Polizei als vermisst. Dies war der Beginn der größten polizeilichen Untersuchung in der Geschichte von Queensland.
Daniels Peiniger Brett Peter Cowan konnte erst viele Jahre später ausfindig gemacht werden. Um ihn hinter Gitter zu bringen, gaben mehrere Polizisten im Rahmen einer verdeckt durchgeführten Ermittlung vor, einem in Wahrheit nicht existenten Verbrechersyndikat anzugehören und inszenierten eine Reihe von kriminellen Delikten. So wollten sie Cowans Vertrauen gewinnen und ihm ein Geständnis entlocken. Nach seiner Festnahme im Jahr 2011 gab Cowan den Missbrauch mehrerer Kinder zu, beginnend als er selbst erst neun oder zehn Jahre alt war. Durch sein Geständnis konnten im August 2011 in den Glass House Mountains die sterblichen Überreste von Morcombe geborgen und über einen Abgleich der DNS dem Jungen zugeordnet werden. Im März 2014 wurde der damals 44-jährige Cowan schließlich des Mordes an Morcombe für schuldig befunden.

## Produktion
Regie führte Thomas M. Wright, der auch das Drehbuch schrieb. Es handelt sich nach der Filmbiografie Acute Misfortune von 2018 um seine zweite Regiearbeit.
Joel Edgerton spielt den Verdeckten Ermittler Mark, Sean Harris den Hauptverdächtigen Henry Teague.
Die Filmmusik komponierte der in London arbeitende Cellist Oliver Coates. Er war auch als Komponist für den ebenfalls 2022 veröffentlichten Film Aftersun von Charlotte Wells tätig. Das Soundtrack-Album mit insgesamt 19 Musikstücken wurde am 21. Oktober 2022 von Lakeshore Records als Download veröffentlicht.
Die Premiere des Films erfolgte am 20. Mai 2022 bei den Filmfestspielen in Cannes, wo er in der Reihe Un Certain Regard gezeigt wurde. Im Juni 2022 wurde er beim Sydney Film Festival gezeigt. Anfang Oktober 2022 wurde er beim London Film Festival vorgestellt und im weiteren Verlauf des Monats beim Sitges Film Festival. Noch im selben Monat wurde der Film außerdem über den Streaming-Dienst Netflix veröffentlicht.

## Rezeption

### Kritiken
Von den bei Rotten Tomatoes aufgeführten Kritiken sind 91 Prozent positiv bei einer durchschnittlichen Bewertung mit 7,5 von 10 möglichen Punkten. Auf Metacritic erhielt der Film einen Metascore von 74 von 100 möglichen Punkten.
Im Lexikon des internationalen Films wird The Stranger als ambitioniertes Kriminaldrama mit einer unterkühlten Inszenierung, dunkler Farbpalette und komplexer Erzählweise beschrieben, die den Zuschauern eine vergleichbare Desorientierung vermittelt, wie sie die Charaktere teilen. Fern von einer simplen Gut-Böse-Konfrontation, schöpften die brillanten Hauptdarsteller in dem packenden Psychogramm die Ambiguität ihrer Figuren meisterlich aus.

### Auszeichnungen
AACTA International Awards 2023
- Nominierung als Bester Hauptdarsteller (Joel Edgerton)
- Nominierung als Bester Nebendarsteller (Sean Harris)[15]

AACTA Awards 2022
- Nominierung als Bester Film
- Nominierung für die Beste Regie (Thomas M. Wright)
- Auszeichnung für das Beste Drehbuch
- Nominierung als Bester Hauptdarsteller (Joel Edgerton)
- Nominierung als Beste Nebendarstellerin (Jada Alberts)
- Auszeichnung als Bester Nebendarsteller (Sean Harris)[16][17]

Australian Directors Guild Awards 2022
- Auszeichnung für die Beste Regie – Feature Film mit einem Budget über 1 Million Dollar (Thomas M. Wright)[18]

Internationale Filmfestspiele von Cannes 2022
- Nominierung in der Reihe Un Certain Regard[19]

Melbourne International Film Festival 2022
- Nominierung im Bright Horizons Competition[20]

## Synchronisation
Die deutsche Synchronisation entstand nach einem Dialogbuch von Thomas Rock und der Dialogregie von Engelbert von Nordhausen im Auftrag der TV+Synchron Berlin GmbH.
| Darsteller         | Synchronsprecher         | Rolle                                 |
| ------------------ | ------------------------ | ------------------------------------- |
| Joel Edgerton      | Martin Kautz             | Mark Frame                            |
| Sean Harris        | Tobias Lelle             | Henry Teague                          |
| Spencer Scholz     | Stefan Weißenburger      | Angestellter                          |
| Matthew Sunderland | Engelbert von Nordhausen | Controller / Detective Sergeant Cross |
| Fletcher Humphrys  | Christopher Groß         | Detective Graham Ikin                 |
| Jada Alberts       | Claudia Urbschat-Mingues | Detective Kate Rylett                 |
| Lori Bell          | Bettina von Nordhausen   | Ex-Partnerin                          |
| Alan Dukes         | Bernd Vollbrecht         | John                                  |
| Brett Archer       | Dirk Talaga              | Korrupter Polizist                    |
| Simon Elrahi       | Klaus Nietz              | Lieutenant                            |
| Martha Lott        | Daniela Schneider        | Managarin                             |
| Ewen Leslie        | Matthias Klages          | Milliken                              |
| Steve Mouzakis     | Viktor Neumann           | Paul Emery                            |
| Cormac Wright      | Tobias Grimm             | Marks Sohn                            |